# 侯傑
侯傑（1946年—2019年12月5日），是已故台灣資深演員，曾經是台視臺語劇的台語一線小生，為台視演員。曾投入邵氏電影公司參演電影演出，後來轉投至臺灣發展，2010年因在電影《艋舺》中飾演和尚（阮經天飾）的父親而為人所知，曾演出《歡喜做頭家》、《霹靂行動》、《美國草地人》、《雨傘緣》、《乳母》等。

## 生平
1946年，侯傑出生於台灣，有一個弟弟，青年時期因長相英俊，被人稱為師奶殺手。
侯傑自邵氏電影公司出道，後來轉入至台灣發展，擔任六七十年代的台視御用小生，並參演過多部臺語電視劇。
侯傑之後與第一任妻子結婚，育有一個兒子和一個女兒，離婚後小孩託給了妻子撫養，侯傑則是在一個地方租房。
2005年，侯傑因在大愛劇場《把愛找回來》中飾演蔡長滄的付出，被選為第40屆金鐘獎戲劇節目男配角獎的最佳男配角，但因付出不敵高捷而被選為提名。
2010年，侯傑在電影《艋舺》中飾演和尚（阮經天飾）的父親，雖然他不常出現在幕前，卻能在幕中看出他的才華而受許多人關注。
2014年，侯傑在拍完電視連續劇《歡喜做頭家》後退出了演藝圈，過著自己的生活，女兒則到花蓮旅行，父女兩人失聯，後來侯傑因無錢付房租而被房東感走了，他只好過著貧困無房無車的生活，女兒則旅居花蓮，並未返家去探望父親。
2015年2月19日農曆年，侯傑因長期多次中風患上了中度失智症，因為侯傑身為一個無房無車的獨居老人，長期經濟狀況不佳，只能失智著在街頭上穿著短袖T恤和內褲在街頭流浪，過著十分淒涼的晚年生活，直到2016年被一個好心人發現，並尋求警方協助，將侯傑送往養護中心醫院，送醫兩年後侯傑處於中風的狀態，弟弟去探望他侯傑已是病情惡化，沒有能力可以見弟弟最後一次面。
2019年12月5日中午，侯傑因病在新北市的一間養護中心醫院於睡夢中安詳辭世，享壽73歲。
告別式於2019年12月11日在台北市第二殯儀館舉行，侯傑的兒子和家人及曾經一起拍過戲的圈內好友楊貴媚、林福地、阮經天、紀寶如、梅芳、恬娃等人前來為其扶靈相送最後一程。

## 影視作品

### 電影或電視劇
| 年份   | 標題           | 角色     | 導演         | 合作演員                             |
| ------ | -------------- | -------- | ------------ | ------------------------------------ |
| 1962年 | 《舊情綿綿》   | 客串     | 邵羅輝       | 洪一峰、白蓉                         |
| 1972年 | 《娃娃夫人》   | 客串     | 金洙容       | 歐陽莎菲                             |
| 1972年 | 《吉祥賭坊》   | 客串     | 張曾澤       | 程小東                               |
| 1975年 | 《美國草地人》 | 主演     | 李美彌       | 不詳                                 |
| 1977年 | 《霹靂行動》   | 客串     | 滕文驥、歸群 | 金宏                                 |
| 1978年 | 《黃埔軍魂》   | 客串     | 劉家昌       | 甄珍、柯俊雄                         |
| 1979年 | 《我愛芳鄰》   | 客串     | 丁善璽       | 恬妞、賈思樂、戴世然、魏龍豪         |
| 1979年 | 《餘興》       | 李長泰   | 不詳         | 曾國峰                               |
| 1980年 | 《難忘鳳凰橋》 | 主演     | 賴寵文       | 高振鵬                               |
| 1981年 | 《女性的復仇》 | 客串     | 歐陽俊       | 楊惠珊                               |
| 1981年 | 《大湖英烈》   | 客串     | 張佩成       | 劉永、嘉凌                           |
| 1982年 | 《慧眼識英雄》 | 客串     | 歐陽俊       | 王冠雄、林青霞、柯俊雄、楊惠姍       |
| 1990年 | 《城市飆女》   | 客串     | 賴汶星       | 阮市宣、阮沛瑄、蕭玉飛、賀忠強、田明 |
| 2010年 | 《艋舺》       | 和尚之父 | 鈕承澤       | 阮經天                               |

### 連續劇
| 年份   | 出品公司               | 標題                 | 角色       | 導演或工作人員                                                                             | 合作演員                             |
| ------ | ---------------------- | -------------------- | ---------- | ------------------------------------------------------------------------------------------ | ------------------------------------ |
| 1976年 | 台視                   | 《十八姑娘》         | 羅竹雄     | 宮輔基                                                                                     | 張琴                                 |
| 1977年 | 台視                   | 《歹竹出好筍》       | 客串       | 不詳                                                                                       | 林美照                               |
| 1979年 | 台視                   | 《金石情》           | 勇士       | 井慧泉（編劇）、葉雲萍（編劇）、嚴仲（編劇）、何翔塵（編劇）、戴羽（編劇）、賈孝寶（編劇） | 金石、江明                           |
| 1979年 | 台視                   | 《夜半路燈》         | 客串       | 不詳                                                                                       | 潘莉、龍劭華                         |
| 1982年 | 台視                   | 《雨傘緣》           | 主演       | 不詳                                                                                       | 秦偉、華真                           |
| 1983年 | 台視                   | 《誰人原諒我》       | 子敬       | 不詳                                                                                       | 丁鵬                                 |
| 1983年 | 台視                   | 《阿仙哥》           | 馬南度     | 不詳                                                                                       | 鄭進一                               |
| 1983年 | 台視                   | 《半斤七兩半》       | 客串       | 不詳                                                                                       | 廖峻                                 |
| 1983年 | 台視                   | 《雙姝淚》           | 客串       | 不詳                                                                                       | 江東華                               |
| 1984年 | 台視                   | 《不要怨命運》       | 春和       | 张方霞                                                                                     | 蕭大陸                               |
| 1984年 | 蓬萊仙山               | 《歹路不可行》       | 客串       | 黄泽清                                                                                     | 李隆華                               |
| 1984年 | 台視                   | 《威震四海》         | 知县       | 岳阳                                                                                       | 劉尚謙                               |
| 1985年 | 台視                   | 《阿匹婆嫁女兒》     | 沈大德     | 李鹏                                                                                       | 阿匹婆                               |
| 1985年 | 蓬萊仙山               | 《黃昏大殺手》       | 李組長     | 黄俊                                                                                       | 姜宏                                 |
| 1985年 | 蒙太奇影業股份有限公司 | 《玫瑰玫瑰我愛你》   | 客串       | 张美君                                                                                     | 李立群                               |
| 1986年 | 台視                   | 《大小福星》         | 客串       | 李鹏（制作人）                                                                             | 石松                                 |
| 1986年 | 台視                   | 《我心深處》         | 蔡头       | 林福地                                                                                     | 陳震雷                               |
| 1990年 | 倍倫企業有限公司       | 《城市飈女》         | 客串       | 赖汶星                                                                                     | 阮市宣、阮沛瑄、田明、賀忠強、蕭玉飛 |
| 1991年 | 台視                   | 《妙計狀元才》       | 高強       | 胡钧（製作人）、柳淇松（製作人）                                                           | 鄭平君                               |
| 1991年 | 台視                   | 《黑卒吃過河》       | 客串       | 李惠娟（編劇）                                                                             | 莊淑君                               |
| 1992年 | 台視                   | 《乳母》             | 文才       | 不詳                                                                                       | 江霞                                 |
| 1993年 | 台視                   | 《再嫁》             | 庄敬南     | 余威德                                                                                     | 柯素雲                               |
| 1996年 | 台視                   | 《難忘風雨情》       | 木举       | 施富雄                                                                                     | 金玉嵐                               |
| 1996年 | 台視                   | 《大家有緣》         | 石川       | 不詳                                                                                       | 龍劭華                               |
| 2000年 | 台視                   | 《碎心戀》           | 郭大熊     | 不詳                                                                                       | 梅嫦芬                               |
| 2005年 | 大愛                   | 《明月照紅塵》       | 客串       | 不詳                                                                                       | 方季韋                               |
| 2005年 | 大愛                   | 《把愛找回來》       | 蔡長滄     | 不詳                                                                                       | 陳霆                                 |
| 2010年 | 大愛                   | 《我的尪我的某》     | 潘父       | 徐輔軍                                                                                     | 連靜雯                               |
| 2010年 | 春天傳媒、鎮江市文化局 | 《血色沉香》         | 崔營長     | 楊小雄                                                                                     | 李亞鵬、狄龍、畢彥君                 |
| 2011年 | 大愛                   | 《伴我飛翔》         | 陳宥甄之父 | 林博生                                                                                     | 陳宇風                               |
| 2011年 | 大愛                   | 《愛的迴旋曲》       | 莊秀裡之父 | 傅國樑                                                                                     | 游安順                               |
| 2011年 | 大愛                   | 《乞丐許大願》       | 林淑靖之父 | 章可中                                                                                     | 蔡振南                               |
| 2011年 | 大愛                   | 《我愛美金》         | 徐光慶之父 | 章可中、王也民                                                                             | 陳萱婷                               |
| 2011年 | 公視                   | 《那一年曾做错的事》 | 客串       | 范扬仲                                                                                     | 李佳穎                               |
| 2012年 | 公視                   | 《阿嬤上街頭》       | 阿生       | 范云杰                                                                                     | 李静美、曾晴                         |
| 2012年 | 大愛                   | 《城市奏鳴曲》       | 宋黃鴦之父 | 不詳                                                                                       | 柯叔元、李淑貞                       |
| 2012年 | 大愛                   | 《麻豆小鎮》         | 李文粒     | 龍冠武                                                                                     | 張維錫、林子瑄                       |
| 2012年 | 公視                   | 《權力過程》         | 秘書長     | 范揚仲                                                                                     | 梁修身                               |
| 2013年 | 台視                   | 《蘋果的滋味》       | 客串       | 不詳                                                                                       | 李婷宜                               |
| 2013年 | 大愛                   | 《明天更美麗》       | 劉老闆     | 何東興                                                                                     | 吳皓昇、郁方、王宇婕、田家達         |
| 2014年 | 大愛                   | 《歡喜做頭家》       | 王父       | 不詳                                                                                       | 何豪傑、李淑楨、沈世朋               |

## 獎項和提名

### 金鐘獎
| 年份   | 頒獎典禮                     | 獎項       | 作品           | 結果 |
| ------ | ---------------------------- | ---------- | -------------- | ---- |
| 2005年 | 第40屆金鐘獎戲劇節目男配角獎 | 最佳男配角 | 《把愛找回來》 | 提名 |